# Kristian Lindman
Kristian Ludvig Alexander Lindman, född 6 november 1890 i Stockholm, död 21 juni 1962 Skarbjörke, Skedevi socken, var en svensk skogsman.
Kristian Lindman var son till Alex Lindman. Efter realskoleexamen i Stockholm 1908 praktiserade han i Hälsingland och Härjedalen samt genomgick Gävleborgs läns kolareskola i Voxna 1909 och Skogsinstitutets forstmästarekurs 1912–1913. Han blev assistent vid Gimo bruk 1914 och knöts 1919 som underlärare till Värmlands och Örebro läns förenade skogvaktare- och kolareskolor i Gammelkroppa och var från samma år föreståndare för skolorna. Lindman intresserade sig särskilt för kolning, var en av de främsta svenska experterna inom området och bidrog till att få skorstensmilan att slå igenom. Lindman var sakkunnig vid omorganisationen av skogsundervisningen 1936 och 1943. Kristian Lindman även en skicklig idrottsman och engagerad inom skidsporten, bland annat var han styrelseledamot i Svenska skidförbundet, Skidfrämjandet och Värmlands idrottsförbund. Han utgav en rad uppsatser i skogs- och idrottsfrågor.